# Wilhelm Schübbe

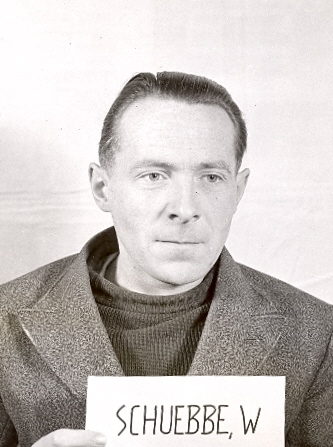
Schübbe als Zeuge bei den Nürnberger Prozessen

Gustav Wilhelm Schübbe (* 31. März 1910 in Wanne; † 12. April 1976 in Hamburg) war ein deutscher Mediziner.

## Leben und Wirken
In seiner Jugend besuchte Schübbe die Grundschule und das Realgymnasium in Wanne-Eickel, wo er im Frühjahr 1930 die Reifeprüfung bestand. Anschließend studierte er Medizin an den Universitäten München, Münster und Freiburg, wo er im Jahre 1936 das Staatsexamen absolvierte. 1937 promovierte er an der Medizinischen Fakultät der Universität Heidelberg mit einer Arbeit über Lähmungen während der Schwangerschaft.
Im Krieg gegen die Sowjetunion war Schübbe zeitweise mit der Leitung eines medizinischen Instituts in Kiew betraut, in dem im deutsch besetzten Reichskommissariat Ukraine systematisch aus der Sicht der NS-Regierung unliebsame oder „lebensunwerte“ Personen (Juden, „Zigeuner“, Schizophrene usw.) getötet wurden, in der Regel durch die Injizierung hoher Konzentrationen von Morphium (bzw. Morphium in Verbindung mit Weinsäure [morphine tartrate]), wodurch Atemwegslähmung herbeigeführt wurde.
Im April 1945 geriet Schübbe in US-amerikanische Kriegsgefangenschaft. In der alliierten Presse sorgte sein in einem Verhör durch Guy Stern gemachtes Eingeständnis, dass während der neun Monate, in denen er das Kiewer Institut leitete, dort zwischen 110.000 und 140.000 Personen umgebracht worden seien, für großes Aufsehen. Das amerikanische Time Magazine beschrieb den Fall beispielsweise als „eine Monstrosität, die alle bisher bekannt gewordenen Schilderungen nationalsozialistischer Unmenschlichkeit in den Schatten zu stellen schien“ („a monstrosity that appeared to top all previous tales of Nazi inhumanity.“). Schübbe räumte dem Time-Artikel zufolge ein, dass er selbst in Kiew etwa 21.000 „lebensunwerte“ Personen getötet habe.
Später wurde Schübbe im Rahmen der Nürnberger Prozesse als Zeuge vernommen.
Der Prozess verzögerte sich und begann schließlich im Dezember 1946 als Nürnberger Ärzteprozess. Dort wurde die Anklage gegen Schübbe bald fallen gelassen, der im Sommer 1947 zu seiner Familie nach Hamburg zurückkehrte. „Seine Tochter berichtete, dass er bei jedem Essen von der Herrlichkeit des Dritten Reiches und der Nazi-Ideologie schwärmte. Vielleicht war sein Sohn durch solche Vorträge traumatisiert. Wie das Hamburger Abendblatt am 12. und am 13. April 1976 meldete, erschlug der psychisch kranke 31-jährige Sohn beide Elternteile mit einer Schaufel.“

## Schriften
- Über Lähmungen in der Frühschwangerschaft, 1937 (Dissertation)